# Glossop

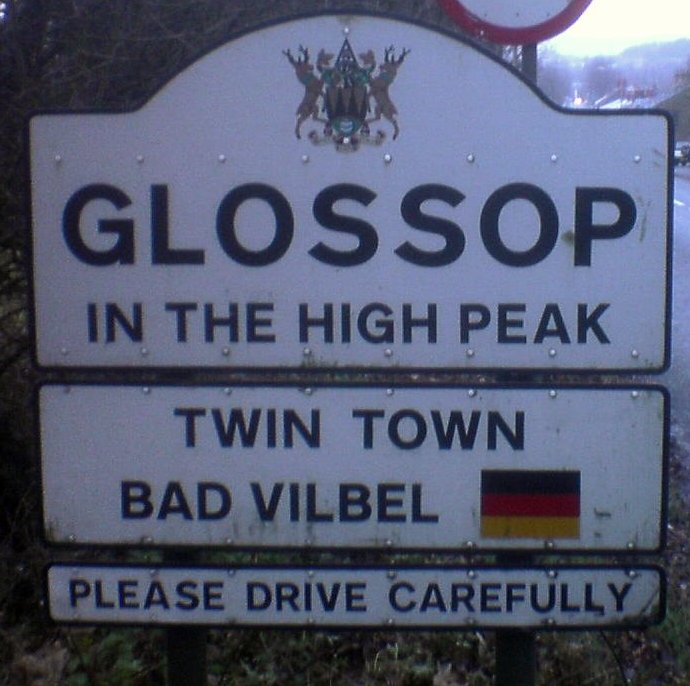
Ortstafel

Glossop ist eine Stadt in der englischen Grafschaft Derbyshire. Sie gehört zum District High Peak. Glossop liegt etwa 21 km östlich von Manchester und rund 39 km westlich von Sheffield und hat 32.428 Einwohner (2001).

## Geschichte

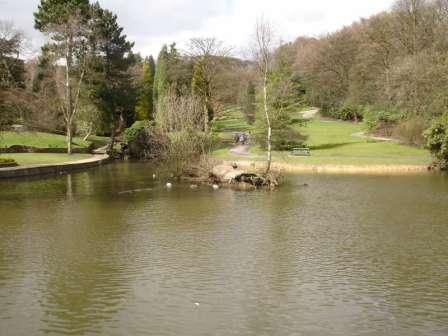
Der Schlosspark in Glossop

Glossop war von den Römern besetzt; es gibt in Gamesley die Relikte eines römischen Forts, das von den Römern Ardotalia genannt wurde, heutzutage aber Melandra genannt wird. Im 19. Jahrhundert wurde Glossop eine wichtige Baumwollspinnerei-Stadt.

## Partnerschaft
Glossop unterhält eine Partnerschaft mit Bad Vilbel in Deutschland.

## Persönlichkeiten
- Vivienne Westwood (1941–2022), Modedesignerin
- Phil Cheetham (* 1945), Radrennfahrer
- Hilary Mantel (1952–2022), Schriftstellerin
- David Darling (* 1953), Astronom
- Libby Lane (* 1966), Bischöfin